# みずほフィナンシャルグループ
株式会社みずほフィナンシャルグループ（英: Mizuho Financial Group, Inc.、略称：MHFG）は、 東京都千代田区大手町に本社を置く、日本の大手銀行持株会社。また、みずほフィナンシャルグループを親会社とするみずほ銀行、みずほ信託銀行、みずほ証券などの金融企業からなる企業グループのことを指す。
東証プライム市場およびニューヨーク証券取引所（NYSE）上場企業であり、日経平均株価およびTOPIX Core30、JPX日経インデックス400の構成銘柄の一つ。

## 概要
第一勧業銀行、富士銀行、日本興業銀行およびその関連企業の再編によって2000年に発足したみずほホールディングス（後のみずほフィナンシャルストラテジー）の子会社として2003年1月に発足。同年3月には親子関係を逆転して、みずほグループの統括企業となる（同時に、現在のみずほ信託銀行が合併により発足）。
旧第一勧銀は第一勧銀グループ、旧富士銀行は芙蓉グループの中核企業であり、それらの流れを汲む。また、旧第一勧銀の源流企業は渋沢栄一が日本初の銀行として設立した第一国立銀行である。
2007年現在、総資産・預金量・時価総額などの点で、三菱UFJフィナンシャル・グループ（MUFG）、三井住友フィナンシャルグループ（SMBCグループ）に次ぐ日本第3位の金融グループであり、世界的な銀行の中では、総資産・時価総額で第10位にランクインしている。フォーブス世界企業総合番付2007（Forbes Global 2000）では、トヨタ自動車、MUFG、NTTに次ぐ日本第4位（世界第59位）となった。
2013年から、グループのブランドスローガンとして「One MIZUHO」、グループの経営戦略として「One MIZUHO戦略」（銀行・信託・証券一体戦略）が設定されている。各事業子会社を通じて銀行・信託・証券・資産運用・クレジットカードなどの業務を提供しており、法人融資先は上場企業の約7割、個人預金口座数は2400万口座に上り、総資産は237兆円に達する。
2013年7月1日、傘下行であるみずほコーポレート銀行がみずほ銀行を吸収合併し、行名をみずほ銀行に改称した。2017年11月13日、2017年度中間決算の際、収益力向上に向けて、2024年度末までに店舗数を現在の500店舗から100店舗削減し、2026年度末までに人工知能などを使った業務効率化により、グループの従業員数を現在の約7万9000人から6万人に減らす構造改革案を公表した。2019年5月15日、2019年度の連結決算の際、当初計画から3割増やし約130店舗削減を行うと発表した。銀行を取り巻く環境が大きく変化する中で、さらなる経営改善・構造改革を進めるのが狙いである。2019年7月1日、当グループの勘定系システム「MINORI」が、みずほ銀行、および、みずほ信託銀行にて全面的に稼働を開始した。

## ブランディング

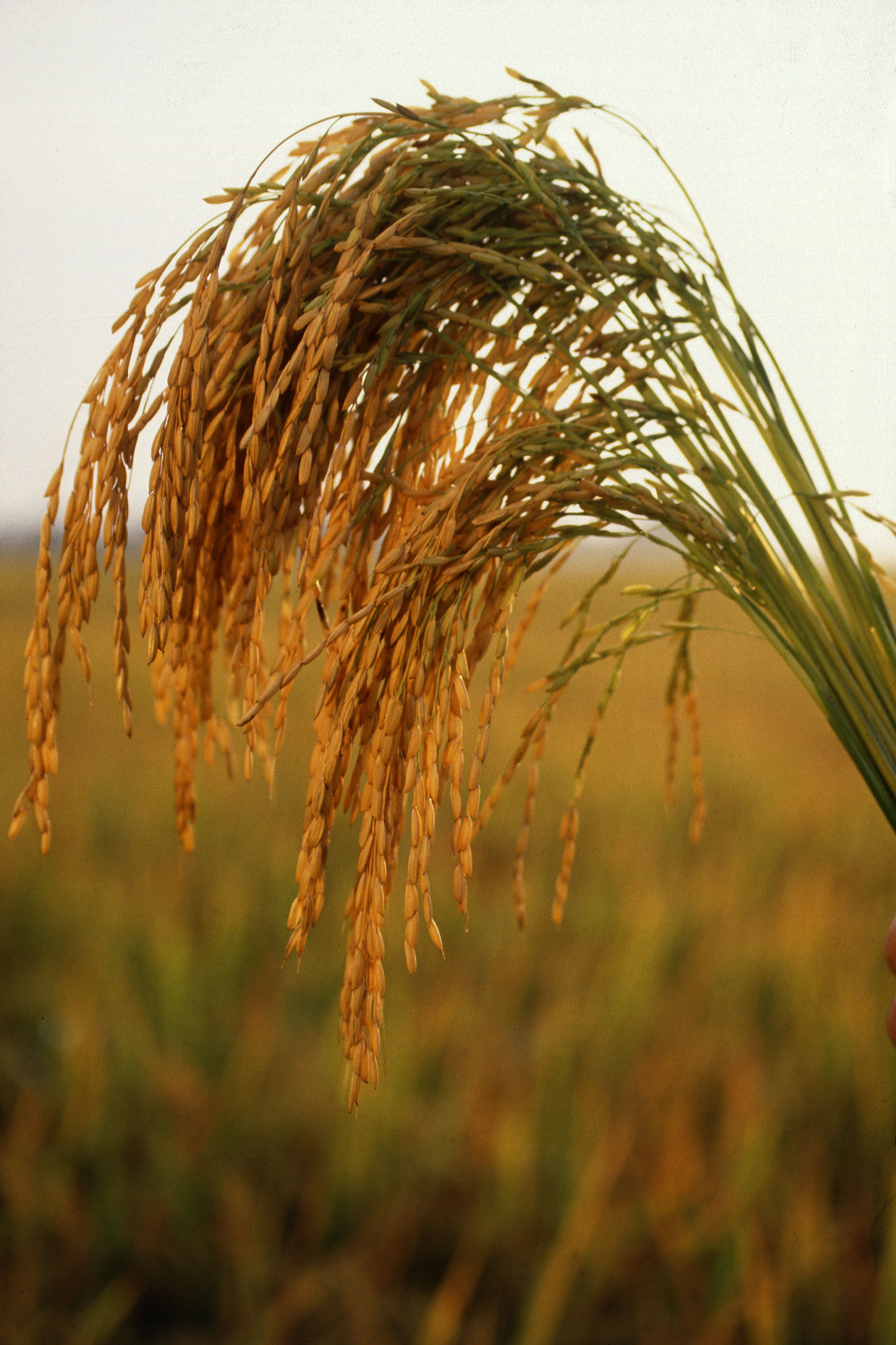
瑞穂

ブランディングはインターブランドが手がけた。「みずほ・みづほ（瑞穂）」は、みずみずしい稲の穂を意味する。この言葉は「葦原千五百秋瑞穂国」として日本書紀にも登場し、実り豊かな日本国を形容した。「日本を代表する金融グループを目指す」との願いを込め、社員からの公募により策定された。ブランドカラーは「みずほコズミックブルー」と「みずほホライズンレッド」である。ロゴマークの赤い円弧は太陽出づる地平線を表し、みずほグループの社員一人ひとりの強い意志と情熱を表している。なお、青系統は前身銀行のサインカラーで共通して使用されており、ユーシーカード（株式会社レマン作成）や第一勧業銀行においては発足当初から青と赤の二色を使用していた。
「みずほ」は、かつて存在した「さくら銀行」「あさひ銀行」と同じく平仮名・やまと言葉の銀行であり、日本語話者に奥行きある語感を与える。特に「軽快さ」の印象が強く、次いで「鋭さ・強さ」「庶民性・適応性」「清潔・健康」「静的」な感じがあり、2003年当時の5都銀の名称中で最も訴求力に優れていると分析されている。

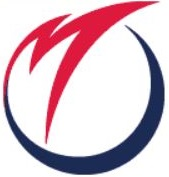
初代ロゴ

2001年9月までは、地球をモチーフとした円弧の左上にMizuhoの頭文字「M」を一筆書きしたロゴを使用していた。早い段階で統合を済ませたみずほインベスターズ証券などの店舗看板に見られた時期があったが、2001年10月11日に現行のロゴを発表、今では全く使用されていない。
旧財閥系の名前を残した三菱UFJ銀行や三井住友銀行と比べてブランド力や知名度に劣るとされていたが、イギリスの金融専門誌「The Banker」2006年11月号による格付ではブランド価値60億9000万ドルで、邦銀首位の第22位にランクインした。なお、三菱UFJは第34位、三井住友は第35位となっている。

### ブランドステートメント
Value Communicationお客さまの夢や歓びを、お客さまとわかちあうこと。2002年 - 2005年
Channel to Discoveryより良い未来をつくる金融であるために。2005年 - 2013年
One MIZUHO未来へ。お客さまとともに 2011年 - 2013年（サブスローガンとして）
One MIZUHO未来へ。お客さまとともに 2013年 - 2023年
ともに挑む。ともに実る。2023年 - 現在

### CM
メディアでのCM活動は、基本的に傘下企業による個別出稿・提供の形を採るが、前述のブランドステートメント「One MIZUHO」を前面に押し出すようになってからは、グループとして出演者などを統一するようになっている。
2023年10月の時点では、黒島結菜をグループ共通のメインキャラクターとして起用している。過去には黒島結菜のほかに玉山鉄二や鈴木亮平、福士蒼汰の3人をメインとして、テーマごとにメンバーを加える形となり、例えば「資産承継」編には大和田伸也が、みずほ証券のCMには結城さなえが加わっていた。これ以外に、オリンピック・パラリンピックへの出場が期待される若手アスリートを起用したものやサッカー日本代表を起用したものも、随時展開されている。YouTubeにおけるCM動画公開も、個別傘下企業単位ではなくグループとして一体的に行っている。

## 沿革
- 1999年8月20日 - 第一勧銀・富士銀・興銀の頭取らが記者会見、経営統合を発表。
- 2000年9月29日 - 第一勧銀・富士銀・興銀が株式移転により、みずほホールディングスを設立。
- 2000年10月1日 - 傘下の信託・証券子会社が合併。初代みずほ信託銀行、初代みずほ証券、みずほインベスターズ証券が発足。
- 2002年4月1日 - 傘下の銀行を、初代みずほ銀行とみずほコーポレート銀行にそれぞれ再編。
- 2003年1月8日 - みずほHDの全額出資により、株式会社みずほフィナンシャルグループを設立。
- 2003年3月12日 - 株式交換により、みずほHDを完全子会社化。みずほアセット信託銀行（2002年4月1日、安田信託銀行から改称）が初代みずほ信託銀行を吸収し、2代目みずほ信託銀行に改称。
- 2004年2月2日 - 本社を、みずほ銀行大手町本部ビルに移転（みずほHDの本社も同様に移転）[20]。
- 2005年10月1日 - みずほフィナンシャルストラテジー（みずほHDより改称）から、みずほ銀行とみずほコーポレート銀行の全株式をそれぞれ取得。
- 2008年8月4日 - みずほ銀行大手町本部ビルの借地権切れ・建て替えに伴い、丸の内二丁目の丸の内二丁目ビルに移転[21]。
- 2009年5月7日 - 新光証券が初代みずほ証券を吸収し、2代目みずほ証券に改称。
- 2011年5月31日 - 東日本大震災直後に起きた勘定系システムトラブルに対し、金融庁から銀行法に基づく「業務改善命令」が、みずほ銀行とともに下された[22]。
- 2011年9月1日 - 株式交換により、みずほ信託銀行を完全子会社化。同時に、2代目みずほ証券とみずほインベスターズ証券を三角株式交換にて、それぞれみずほコーポレート銀行と初代みずほ銀行の完全子会社化とし[注釈 1]、これに伴って両証券を完全孫会社化[注釈 2]。
- 2013年1月4日 - みずほ証券がみずほインベスターズ証券を吸収。これに併せて、みずほコーポレート銀行、初代みずほ銀行との株式交換に伴い、農林中金保有分を除く全株式を取得し、2代目みずほ証券を直接子会社化。
- 2013年7月1日 - みずほコーポレート銀行がみずほ銀行を吸収し、行名を2代目みずほ銀行に改称。
- 2013年9月27日 - みずほ銀行暴力団融資事件により、みずほ銀行が業務改善命令を受ける。
- 2013年12月9日 - 本社を大手町タワーへ移転。本部機能の一部は、みずほ銀行内幸町本部ビル[注釈 3]へ移設。
- 2014年5月7日 - みずほ銀行の本店を大手町タワーに移転。本店と同じビルに所在する丸の内中央支店は、先行して移転していた東京中央支店とのブランチインブランチとなった。
- 2016年10月1日 - みずほ投信投資顧問、新光投信、みずほ信託銀行の運用部門、第一生命保険との折半出資会社であったDIAMアセットマネジメントを事業統合。アセットマネジメントOneを設立。
- 2017年10月24日 - 旧3行のシステム統合を目指して進行していた勘定系システムについて、完成の目途がついたと報道された[23]。
- 2020年10月1日 - 普通株式10株を1株に併合する株式併合を実施した[24]。

### 前身
| 行名           | 第一勧業銀行   | 富士銀行 | 日本興業銀行 |
| -------------- | -------------- | -------- | ------------ |
| 粗利益         | 7,582          | 9,343    | 3,820        |
| 純利益         | 848            | 800      | 619          |
| 総資産         | 528,336        | 625,768  | 447,751      |
| 預金残高       | 338,831        | 372,901  | 87,828       |
| 貸出金残高     | 315,509        | 373,817  | 230,817      |
| 不良債権額     | 16,598         | 12,271   | 13,086       |
| 公的資金注入額 | 9,000          | 10,000   | 6,000        |
| 設立           | 1971年（合併） | 1880年   | 1902年       |
| 行員数         | 14,714         | 12,940   | 4,414        |
| 国内拠点数     | 363            | 306      | 24           |

第一勧業銀行（第一勧銀）、富士銀行、日本興業銀行（興銀）の3行を主たる前身とする。他の邦銀同様、バブル崩壊後の1990年代にあって、いずれも1兆円を超す不良債権を抱えていた。
富士銀行は、融資先の芙蓉グループ各企業が弱体化、親密な山一證券が破綻し、丸紅や日産自動車の経営不安が囁かれ、ゼネコンの会社更生法申請が相次いだ。公的資金の注入額は銀行最多の1兆円に達した。1998年には系列の安田信託銀行の救済にあたって第一勧銀の協力を得ており、また傘下の勧角証券の大株主だったこともあり、かねてから「合併の第一候補としてはまず第一勧銀」（山本惠朗頭取）と公言していた。
一方、第一勧銀は1997年、野村證券などとともに総会屋事件への関与が発覚し、外資系金融機関と提携してリテールでの活路を模索していた。だが、投資信託販売を巡ってJPモルガンとの交渉が難航し、先行きは不透明なものになっていた。富士銀行の送る秋波は第一勧銀にとっても利害が一致する点はあったものの、「業務内容に大差がない都銀合併では効果が薄い」としており、法人部門の競争力で外資系にやがて競り負ける危惧があった。
リテールを目指す都市銀行に対し、長期信用銀行である興銀は法人部門に経営資源を集中させ、野村證券と提携して投資銀行への転換を図った。しかし、既に同じ長信銀の日本長期信用銀行、日本債券信用銀行は破綻しており、東京三菱銀行が金融債の発行を停止すると発表し、ビジネスモデルでは孤立状態になった。
当時は財務体質が優良な東京三菱、効率経営と大和証券との提携で総合金融グループ化を図る住友銀行が都銀の勝ち組と見なされていた。これらのようには財閥グループ色が強くなく、大和銀行や東海銀行、あさひ銀行のように特定地域に依存することなく、かつ三和銀行のように強烈な行風でもない3行は、弱みを補完し合い、世界最大の金融グループへ一気へのし上がれるという点でも互いに理想的な相手だった。特に、合併行で自己主張に弱い第一勧銀が富士と興銀を結ぶ役割を果たした。1999年8月19日、日本経済新聞が夕刊で「興銀・一勧・富士銀、世界最大金融グループに」とスクープを放った。

### 経営統合
1999年8月20日、3行の頭取らが帝国ホテルで共同記者会見を開き、経営統合の合意を発表した。総資産140兆円を超える、世界最大にして世界初の総資産1兆ドル金融グループが誕生することとなった。日本初の銀行持株会社による統合であり、当時一般にはあまり馴染みの無かったこと、合併分割による2行体制への再編、圧倒的な規模から数多くの話題を呼び、大手銀行の大再編へ先鞭を付けた。前身行は第一勧銀、芙蓉、興銀各企業グループを率いており、あまりの大きさに公正取引委員会は「融資先への影響力が大きく、営業次第では不公正ともなる」という異例の公式見解を表明した。
その規模ゆえ発足当時は「時価総額でグローバルトップ5を目指す」とするなど調子もよく、実際にムーディーズは3行の信用格付けを統合発表後引き上げる方針だった。産業界からのコメントは「競争力向上に期待」「金融不安を正常化」など概ね好意的なものであり、金融担当大臣の柳澤伯夫は「前向きな戦略を自発的に打ち出すのは素晴らしいこと」と賛辞を贈った。一方で、ウォールストリート・ジャーナルアジア版では「相撲と同様、胴回りだけでチャンピオンになれるわけではない」と冷静な分析もなされた。
経営統合を控えた2000年3月には旧3行が共同でキャッシュカードを発行、4月には間でCD・ATMの相互無料開放を開始し、5月には共同ベンチャーファンドを設立（当時はインターネット・バブルがピークだった）、音楽配信なども手がけるポータルサイト「エムタウン」を開設したりした。また、ネット専業証券会社の設立も計画されたが、実現には至らなかった。
2000年9月、合算時価総額7兆4,115億円の共同持株会社「株式会社みずほホールディングス」が正式発足し、本社は丸の内センタービル（みずほ銀行丸之内支店（当時は第一勧業銀行丸之内支店）が入居している）に置かれ、証券コード8305で東京証券取引所市場第1部に上場した。翌10月には「統合第1フェーズ」としてみずほ信託銀行・みずほ証券・みずほインベスターズ証券が発足。一方で2001年、富士銀行が1984年に買収した米国の金融会社ヘラーをGEキャピタルに、第一勧銀が1989年に買収した同CITをタイコに売却するなど、バブル崩壊以前に獲得した海外企業を手放している。
2002年4月、「統合第2フェーズ」として3行を合併・分割し、みずほ銀行・みずほコーポレート銀行が発足した。両行では、営業初日からATM決済でシステム障害が発生した。システム障害はみずほに先立って2002年1月に合併したUFJ銀行でも発生していたが、みずほでは個人・法人双方における金融インフラとしての規模の大きさから混乱が深刻化し、250万件の口座振替が遅延した。また、原因究明の過程で、当初は第一勧業銀行のシステムに一本化する方針だったものが、富士・日本興業を含めた3行の主導権争いの結果、3行それぞれのシステムを残したまま中継コンピュータで間に合わせる手法を採用した経緯が明らかになった。旧システムを残して間に合わせ手法を用いたことに対しては金融庁から業務改善命令を受けたこともあり、合併早々から社会的イメージが急激に悪化しただけでなく、個人顧客1割を失う。

### 不良債権処理
2002年10月以降、竹中平蔵金融担当大臣が策定した金融再生プログラム、通称「竹中プラン」に従い不良債権処理に乗り出したが、処理損失が大幅に拡大した。2003年3月期には日本企業として過去最悪の2兆3700億円の赤字決算となることが確実になる。これを受け、取引先企業を引受先とする1兆2000億円もの大規模な増資を実施した。銀行が取引先に助けを乞う格好は「奉加帳増資」「優良企業の足を引っ張る」とも言われ、その規模や性格から多数の批判を集めた。1兆円増資には、引受額順に、第一生命、安田生命、損保ジャパン、富国生命、伊藤忠商事、関西電力、清水建設、セイコーエプソン、大成建設、電源開発、東京電力、丸紅、電通、日動火災、富士通、新日本製鐵、全日本空輸、NTTドコモ、ぎょうせい、コクド、日立製作所、資生堂、キヤノン、九州電力、コスモ石油、三共、新日鉱ホールディングス、西武鉄道、中部電力、JR東海、東北電力、NTT、JR東日本、富士電機、明治生命（50億円以上を抜粋）など、母体行の企業グループを中心に幅広い業種から3,436社が応じた。同時期に、みずほホールディングスは「みずほフィナンシャルグループ」を新設し、中間持株会社に転換するグループ再々編計画が出された。これは、持株会社ごとに赤字子会社と黒字子会社を振り分けることで、配当の原資を捻出する狙いがあった。無配が続くと、公的資金注入で国が保有する優先株が普通株に転換され、国有化されてしまうからである（これは後にりそなホールディングスで現実のものとなる）。また、「企業再生プロジェクト」として再生専門子会社4社を設立し、不良債権を移管、日本政策投資銀行や外資系証券の協力を得て再建に乗り出した。一方、こうした再建スキームを株式市場は評価しなかった。みなし5万円額面のみずほ株は連日安値を更新し、2003年4月には額面割れ寸前の一時5万8300円を付け、破綻や公的資金による国有化も噂された。週刊新潮は「竹中（平蔵）失言 "みずほはシティバンクに売却"」と書き立てたり、一般各紙でもみずほに対して悲観的な見方が大勢を占めた。株式時価総額で、消費者金融大手の武富士を下回る日もあった。結果的には、1兆円増資が緩衝剤となって、経営不振の取引先への再生支援などが進展した。2003年から2004年を谷として、これ以後は業績回復が続く。みずほ銀行本店ビルを外部の不動産信託中間法人に1050億円で売却したり、みずほ銀行大手町本部ビルを隣接する大手町フィナンシャルセンタービル（みずほ銀行（旧富士銀行）と損保ジャパン（旧安田火災）が区分所有）と共に東京建物の特定目的会社に総額1450億円で売却するなど、資産の売却や劣後債なども進めて資本を積みますと同時に、傘下のみずほ銀行の勘定系システム統合や店舗の統廃合によって経費も削減された。また、「みずほダイレクト」「みずほマイレージクラブ」の新商品を開発したり、みずほインベスターズ証券との共同店舗の設営など、現在のリテール方針の基礎が整い始めるのもこのころである。
2004年12月24日、旧興銀が住専破綻処理を巡り国税庁を相手取って提起した訴訟の上告審判決が出た。興銀は1996年に日本ハウジングローンの債権を放棄、損金処理を実施したが、国税庁はこれを認めずに追徴課税を行った。これを不服とする興銀は東京地方裁判所に提起し、一審では敗訴したものの、控訴審で逆転勝訴、最高裁まで争ってついに勝訴が確定した。総額3180億円がみずほに還付され、予想外の利益（「クリスマスプレゼント」）を持ち込んだ。こうした要因が重なり、不良債権比率は劇的に縮小。2005年3月期決算では、繰延税金資産の対中核自己資本比率、貸出に占める不良債権比率は三菱東京・三井住友FGを下回り、メガバンク首位の優良な財務体質に転換した。これは、竹中プランを主軸とした金融庁に抵抗し不良債権処理を遅らせ、機動的な資本政策が取れず、ついには三菱東京フィナンシャル・グループに救済される形となったUFJや、預金保険機構から多額の公的資金の注入を受け、実質国有化されたりそなとは対照的である。上記増資の引受け企業の数からも計り知れるが、あるいは後述の通り、みずほには広い法人顧客基盤があったことが、景気後退局面での弱みであり回復局面での強みになった。事実、不良債権処理の方法には、債務の放棄・売却や破産申請により貸出先との関係を清算する（最終処理）か、支援を継続して正常債権に上方遷移させるかの2通りがあるが、みずほは主に後者で対応し、2年間で90%の圧縮に成功した。

### 公的資金の完済
経営が一定度安定した2005年4月には中期経営戦略を発表し、不良債権処理に伴って複雑化したグループ機構の簡素化、公的資金の早期完済、ニューヨーク証券取引所（NYSE）への上場とコンプライアンスの徹底、プライベート・バンキングや社会的責任などの充実を掲げた。2006年7月4日には傘下行に注入された公的資金（総額2兆9490億円）を完済。この時期にみずほ株は100万円前後の値を付け、3年で底値から18倍近い上昇を遂げた。さらに同年11月8日をもって、NYSEへ上場した。1989年の三菱銀行に続くものであり、バブル崩壊後初の邦銀進出となった。みずほコーポレート銀行は2006年中に海外5拠点を新設し、みずほ銀行は国内で芦屋市への再進出を始めとしてみずほインベースターズ証券のみずほ銀行内拠点「プラネットブース」設置数を増加させた。こうして金利収入・非金利収入は引き続き伸長したものの、大口融資先であったオリエントコーポレーションの赤字転落に伴い、再び引当金の積み増しを迫られ、2007年3月期決算では4期ぶりの減益となった。同時に、2006年3月のゼロ金利政策解除が逆風となって、利鞘収益の改善期待により上昇していた株価は失速し、70 - 80万円台で推移した。一方、優先出資証券による増資で自己資本比率が12.48%に改善したこともあり、ムーディーズによる格付は2006年5月7日にAaに引き上げられた。

### サブプライムローン問題
2007年夏、米国を震源地としてサブプライム住宅ローン危機による金融市場の混乱が各国に広がった。日本企業では、海外展開や投資銀行業務での先行が裏目に出たみずほがサブプライム関連損失額で最悪となった。損失の中心となったのはみずほ証券のロンドン法人で、サブプライム関連の証券化商品を組み込んだ債務担保証券を組成し投資家に販売する業務を手掛けていた。他社はハイリスクすぎて手が出せなかったというこの大量の在庫に値崩れが直撃し、売却損、与信費用、引当金などにより多額の損失が発生。銀行部門で2080億円、証券部門で4040億円の損失を計上した。このため、実質業務純益や預貸金利回差が改善したにもかかわらず、最終利益は前期の半分となる3112億円にとどまった。
サブプライム問題を巡っては、日本の金融機関として唯一G7財務大臣・中央銀行総裁会議の拡大会合に招待され、各国大手と解決へ向けての協議に参加した。サブプライム問題の日本代表となった形だが、社長の前田晃伸は通期決算発表で「こんなこと（サブプライム問題）で日本一になり恥ずかしい」とのコメントを残している。欧米金融機関が多額の損失を出す中で、邦銀が出し抜く好機とも見られていたが、みずほはメリルリンチに1200億円を出資するに留まっている。
また、2003年の1兆円増資によって発行した優先株が2008年より普通株転換可能となることから、株式の希薄化が懸念されている。みずほでは対策として累計9500億円にのぼる自社株買いを計画し、既に2007年度実施分で日本企業トップとなっている。サブプライム問題の反面、こうした資本政策や経営透明化策のため、英金融専門誌『The Banker』による「Bank of the Year 2007」日本部門に選出され、また米機関投資家情報誌『Institutional Investor』による「日本の最優秀CEO」銀行部門第1位に前田晃伸が選ばれるなどした。

### 委員会設置会社への移行
2014年6月24日、東京都内で開いた第12期定時株主総会で、メガバンクで初となる委員会設置会社への移行を決議した。2015年の改正会社法施行により、現在の機関設計は指名委員会等設置会社となっている。

### 剰余金の配当等の決定機関
2017年6月23日に開催された第15期定時株主総会において株主から株主提案された、第3号議案（剰余金の配当等の決定機関）に対して、同社取締役会は反対したが、剰余金の配当に関しても株主の中長期的な利益の観点から最適な判断を行わなければならないという強い自覚から、2020年6月25日に開催された第18期定時株主総会において株主から株主提案された、第4号議案（剰余金の配当等の決定機関）に対して、同社は、株主からの株主提案を同社提案と併合して、剰余金の配当を取締役会だけでなく、株主総会でも決められるよう定款を変える同社側と株主の共同提案は認められて可決された。

### 歴代社長
| みずほホールディングス 社長       | みずほホールディングス 社長 | みずほホールディングス 社長 | みずほホールディングス 社長 | みずほホールディングス 社長 | みずほホールディングス 社長 | みずほホールディングス 社長 | みずほホールディングス 社長 |
| 代                                | 氏名                        | 在任期間                    | 出身校                      | 出身行                      |                             |                             |                             |
| --------------------------------- | --------------------------- | --------------------------- | --------------------------- | --------------------------- | --------------------------- | --------------------------- | --------------------------- |
| 1                                 | 杉田力之                    | 2000年9月 - 2002年3月       | 東京大学経済学部            | 日本勧業銀行                |                             |                             |                             |
| 2                                 | 前田晃伸                    | 2002年4月 - 2003年1月       | 東京大学法学部              | 富士銀行                    |                             |                             |                             |
| みずほフィナンシャルグループ 社長 |                             |                             |                             |                             |                             |                             |                             |
| 代                                | 氏名                        | 在任期間                    | 出身校                      | 出身行                      |                             |                             |                             |
| 1                                 | 前田晃伸                    | 2003年1月 - 2009年3月       | 東京大学法学部              | 富士銀行                    |                             |                             |                             |
| 2                                 | 塚本隆史                    | 2009年4月 - 2011年6月       | 京都大学法学部              | 第一勧業銀行                |                             |                             |                             |
| 3                                 | 佐藤康博                    | 2011年6月 - 2018年3月       | 東京大学経済学部            | 日本興業銀行                |                             |                             |                             |
| 4                                 | 坂井辰史                    | 2018年4月 - 2022年2月       | 東京大学法学部              | 日本興業銀行                |                             |                             |                             |
| 5                                 | 木原正裕                    | 2022年2月 -                 | 一橋大学法学部              | 日本興業銀行                |                             |                             |                             |

## グループ企業

### みずほ銀行
当グループの経営戦略である「One MIZUHO戦略」（銀行・信託・証券一体戦略）の下、2013年7月1日、傘下行であるみずほコーポレート銀行がみずほ銀行を吸収合併し、行名をみずほ銀行に改称した。

### UCカード
UCカードは2005年10月1日付で会社分割により新設されたもので、クレジットカードのプロセシングおよび加盟店の各事業を行う。プロセシングとは、クレジットカードの決済事務処理であり、クレディセゾンおよびUCカードグループが発行するUCカードに関する業務と、国際カードを発行する権利を有しないクレジットカード会社に加盟店の開放を行い、発行されるMasterCard・VISAの各ブランドのクレジットカードの売上処理などを受託している。現在、プロセシング部門はキュービタスに分割・譲渡したため、ユーシー社は加盟店部門のみを担当している。
会員事業が残された（旧）ユーシーカード株式会社は2006年1月1日、クレディセゾンに吸収合併された。

### みずほキャピタル
みずほキャピタルはベンチャーキャピタルである。みずほ銀行、みずほコーポレート銀行などと連携し、純投資としての未上場企業への出資からコンサルティング業務までを取り扱う。13の投資事業組合を傘下に置く。2008年3月時点で、国内外の1,086社に総額460億円を投資しており、これまで748社が新規株式公開に至っている。

### アセット&ウェルスマネジメント
グローバルアセット&ウェルスマネジメントグループ（GAWG）は、信託業務を中心として個人・法人の資産管理、運用を行う。

#### みずほ信託銀行
みずほ信託銀行は、富士銀行系列の安田信託銀行を主な前身とする信託銀行である。芙蓉グループに属したものの、かつては独立した信託銀行だった。1996年に不良債権問題が深刻化し、同根の富士銀行に救済子会社化され、再建処理に第一勧銀が共同であたったことから、みずほインベスターズ証券とともに経営統合の契機となった会社である。
旧安田信託時代から住友信託銀行とともに不動産分野に強みを持っており、不動産信託では受託残高で20%超のシェアをもち首位である。また、みずほ銀行・みずほコーポレート銀行と信託代理店契約を結んでおり、顧客基盤の共有やみずほプライベートウェルスマネジメントへの紹介、証券化業務の拡大を進めている。企業融資など銀行業としての役割は他2行に移行し、自身は徐々に信託特化へ動いている。このため、利益に占める信託報酬などの手数料収入が、融資業務による資金利益の2倍近くに達しており、この比率は大手信託銀行で最も大きい。

#### 日本カストディ銀行
日本カストディ銀行の前身である資産管理サービス信託銀行は、みずほと親密な第一生命保険、朝日生命保険、明治安田生命保険、富国生命保険が共同で設立したマスタートラスト専門の信託銀行であった。マスタートラストとは、投資信託や年金基金などを受託した機関投資家が、管理機能の簡素化のため、信託財産として保有する株式を他の金融機関と共同で一本化し預託する仕組み。
2007年3月末で預り資産残高が200兆円を超え、業界トップの実績となった。みずほグループが株式の過半数（54%）を保有していた。
その後、日本トラスティ・サービス信託銀行と経営統合し、JTCホールディングス傘下となった後、JTCホールディングスとともに日本トラスティ・サービス信託銀行に吸収合併され、現在は日本カストディ銀行となっている。

#### みずほプライベートウェルスマネジメント
みずほプライベートウェルスマネジメントは、「"Channel to Discovery" Plan」の一環で2005年に新設されたプライベートバンキング（富裕層向け資産保全・運用業務）を取り扱う。みずほ銀行やみずほ信託銀行に5億円以上の資産を預ける顧客を対象としている。みずほ銀行内幸町本部ビルに同居している。

#### アセットマネジメントOne
アセットマネジメントOne（AM-One、アセマネOne）は、2016年10月1日、みずほFG傘下にあったみずほ投信投資顧問、新光投信、みずほ信託銀行の運用部門、それにみずほFGと第一生命保険の折半出資会社であったDIAMアセットマネジメントの計4社の事業統合して発足した（法人格上は、DIAMが新光投信とMHAMを吸収合併し、同時にみずほTBの当該部門を吸収分割方式で継承）。

### グループ戦略子会社
グループ戦略子会社は、シンクタンク事業やシステムインテグレーションなど、金融業務に付随する調査・開発を受け持つ。
- みずほ総合研究所 - 第一勧銀経営センターなどのコンサルティング業務を承継。
- みずほ情報総研 - 勘定系システムほか外部企業からの委託開発なども受け持つ。2020年11月13日、株式会社みずほトラストシステムズ（本社：東京都調布市国領町）を合併[71][72]。
  - 上記2社が2021年に合併し、みずほリサーチ&テクノロジーズが発足。

## 役員
2000年のみずほホールディングス発足時には、第一勧銀会長兼頭取の杉田力之が社長に、富士銀頭取の山本惠朗と興銀頭取の西村正雄が会長に就任し、対外的には3人揃って共同CEO（Co-CEO）という肩書きを名乗っていた。
杉田は2002年以降も留任する意向だったが、その在職期間中に業績が急激に悪化、株価も大幅に下落し、杉田自身も体調を崩して入院したため、退任を余儀なくされた。当初は3人を「特別顧問」の地位で残す方針もあったが、これも撤回されたのに加え、退職金も支払われなかった。経営責任の明確化、順送り人事の廃止によるコーポレートガバナンス向上を求める市場からの圧力の結果、最終的には9人の役員全員が退任した。

## CSR・ESG経営における取り組み

### 教育機関への社会的支援
近年の金融教育の高まりに合わせて、各大学への支援・協賛活動に力を入れている。
2006年3月24日の早稲田大学政治経済学部を皮切りに、一橋大学商学部、慶應義塾大学商学部、東京大学経済学部・法科大学院、京都大学経済学部に寄付講座を開設した。特に東京大学の場合は、合わせて2007年に新設される金融学科にも資金拠出を行い、東大経済学部に88年ぶりに新学科が設置される運びとなった。なお、みずほグループは東大生の最多就職先でもある。
また、教員養成系の東京学芸大学とは、より低年齢の小中学生を対象とした金融教育で共同研究を行っている。こちらは投資手法を教えるのではなく、クレサラ問題や金融犯罪などの学習を中心としている。
このほか、旧富士銀行時代の1968年から、損保ジャパン（当時は安田火災）・明治安田生命（当時は安田生命）、第一生命と共同で、全国の小学校に入学する新1年生を対象に交通安全のための「黄色いワッペン」を配布している。ただのワッペンではなく、交通事故を対象とした有効期間1年の傷害保険付のもの（ただし、保険適用は学校が定めた通学路において登下校時に発生した事故のみ）。これまでに手にした児童は累計5,000万人を数える。

### アメリカ同時多発テロ
みずほ銀行・みずほコーポレート銀行 への経営統合を目前にした2001年9月11日、アメリカ同時多発テロ事件により、世界貿易センタービル（WTC）南棟に入居していた みずほフィナンシャルグループ 傘下の 富士銀行 ニューヨーク支店の23名（うち日本人行員は12人）が死去・行方不明となった。旅客機が突入したのは南棟の78-85階部分であり、同支店は丁度79-82階の4フロアを占めていた。日本企業としては最悪の犠牲者数であった。同じく みずほフィナンシャルグループ 傘下に入っていた 第一勧業銀行 と 日本興業銀行 もWTCに入居していたが、この2行の行員の死者はなかった。
9月21日には、当時の みずほホールディングスが、救援活動を支援するため、日本赤十字社に100万米ドルの寄付すると発表した。あわせて取引先などからの激励や見舞い、現地での直接の支援を受けていることに対して感謝の旨を記した。
事件から4年を経た2005年9月11日、みずほフィナンシャルグループ本社（旧：富士銀行本店）前に、事件のメモリアルとしての追悼モニュメントが設置された。母子像を中心とするブロンズ像と、ニューヨーク消防当局から寄贈されたWTCビルの鉄骨が展示されており、その隣には犠牲者の氏名が刻まれている。

### その他
東京国際女子マラソンのスポンサーを2000年・2001年に務めた。
従業員の健康を重視した経営を行っている会社を表彰する「健康経営優良法人2017」、女性活躍に優れた会社を選定する「準なでしこ銘柄」、LGBTに関するダイバーシティ経営における「PRIDE指標（ゴールド）」などの受賞・認定を受けている。

## 親密・提携関係の金融機関

### 生命保険・損害保険
旧：興銀は第一生命保険と1998年から全面提携を締結し、現在も継続されている。第一生命は損害保険ジャパンとも提携しているが、こちらも前身の旧：安田火災が富士銀系、旧：日産火災が第一勧銀系であり、丁度みずほFGに対応している。みずほグループの銀行・生保・損保というと、この3社が代表である。
第一生命との共同出資会社にアセットマネジメントOne、さらに損害保険ジャパンを加えたみずほ第一フィナンシャルテクノロジーがある。
根津財閥・古河財閥の流れから第一勧銀グループに属した富国生命保険・朝日生命保険とも親密である。これらは日本カストディ銀行に出資している。
東京海上日動火災保険は旧：日動火災が富士銀系であったが、旧：東京海上は三菱グループであり、みずほグループには他にも上のような保険会社があることから関係は疎遠となっている。同じく明治安田生命保険も旧：安田生命が富士銀系であったが、旧：明治生命が属する三菱色が強い。ただし、いずれも芙蓉懇談会のメンバーは続けており、またそもそも三菱グループの保険会社は三菱UFJフィナンシャル・グループなど他の三菱系金融グループと必ずしも親密でなく、独立志向が強い。

### 地方銀行
富士銀の前身である安田銀行は、昭和恐慌の際に全国各地の中小銀行を積極的に救済したことから、この流れを汲んで現在も親密な地方銀行がある。戦後関係を持った地銀も含むが、ほくほくフィナンシャルグループ傘下の北海道銀行・北陸銀行、みちのく銀行、荘内銀行、千葉興業銀行、四国銀行、大垣共立銀行などが富士銀系である。
みちのく銀は上杉純雄元会長が富士銀の元常務であり、部長級の役員を富士銀が派遣していたこともある。特徴だったロシア業務をみずほコーポレート銀行に売却した。荘銀も富士銀の米沢支店、前身安田銀行の鶴岡・酒田支店を継承しているなど戦前から関係が深い。千葉興銀は旧安田系であり、芙蓉グループのメンバーでもある。経営危機の際にみずほFGから支援を受け、現在もみずほ銀が筆頭株主である。肥後銀行も戦前において旧安田系であったため、稲垣精一、小栗宏夫はいずれも富士銀常務、笠原慶久が富士銀行、みずほ信託常務を経て頭取に就任している。
2008年5月、北都銀行と荘内銀行が持株会社による経営統合を発表した。2009年10月のフィデアホールディングスの発足に至ったこの統合には、みずほによる仲介・アドバイザリーがあったという。また、フィデアホールディングスの取締役会議長には、旧：富士銀行出身で、旧：みずほ銀行で頭取を務めた西堀利を送り込んでいる。
第一勧銀も、第一銀行の設立者である渋沢栄一が関わった七十七銀行、フィデアホールディングスの子会社化までの間みずほコーポレート銀行が筆頭株主であった北都銀行、会長の井手和英・頭取の佐藤清一郎が旧：日本勧業銀行出身である筑邦銀行、一時期富士銀とセットで経営支援して復活に導いた千葉興業銀行などを親密先にもつ。
戦後地銀の東京都民銀行（現：きらぼし銀行）は興銀の協力のもと官民一体により設立されたもので、興銀系であった。また、京滋の京都銀行・滋賀銀行をはじめ、地銀でも興銀から資本・融資を含む何らかの支援を受けていたところもある。

### 第二地方銀行
きらやかホールディングス傘下だった、旧：山形しあわせ銀行が富士銀系、旧：殖産銀行がDKB系であった。
大光銀行は旧：長銀や旧：日債銀とともに第一勧銀と親密であり、愛媛銀行は第一勧銀・三和銀の両行と親密だったが、経営環境悪化などの理由から三和銀との株式持ち合い解消している。
南日本銀行では、石井祥、森俊英の両元頭取が富士銀出身である（2020年現在の頭取はプロパー）。

### 信用組合
第一勧業信用組合は第一勧銀の前身である日本勧業銀行の職域組合が母体となって設立されたが、1965年以降いくつかの他の信組との合併があり、一般の地域信用組合となっている。ロゴタイプの書体が第一勧銀のそれと同一である。
かつては人材や経営を第一勧銀に依存していたが、現在では関係は薄まり、第一勧銀出身の職員は20名程度に過ぎない。

### 証券会社

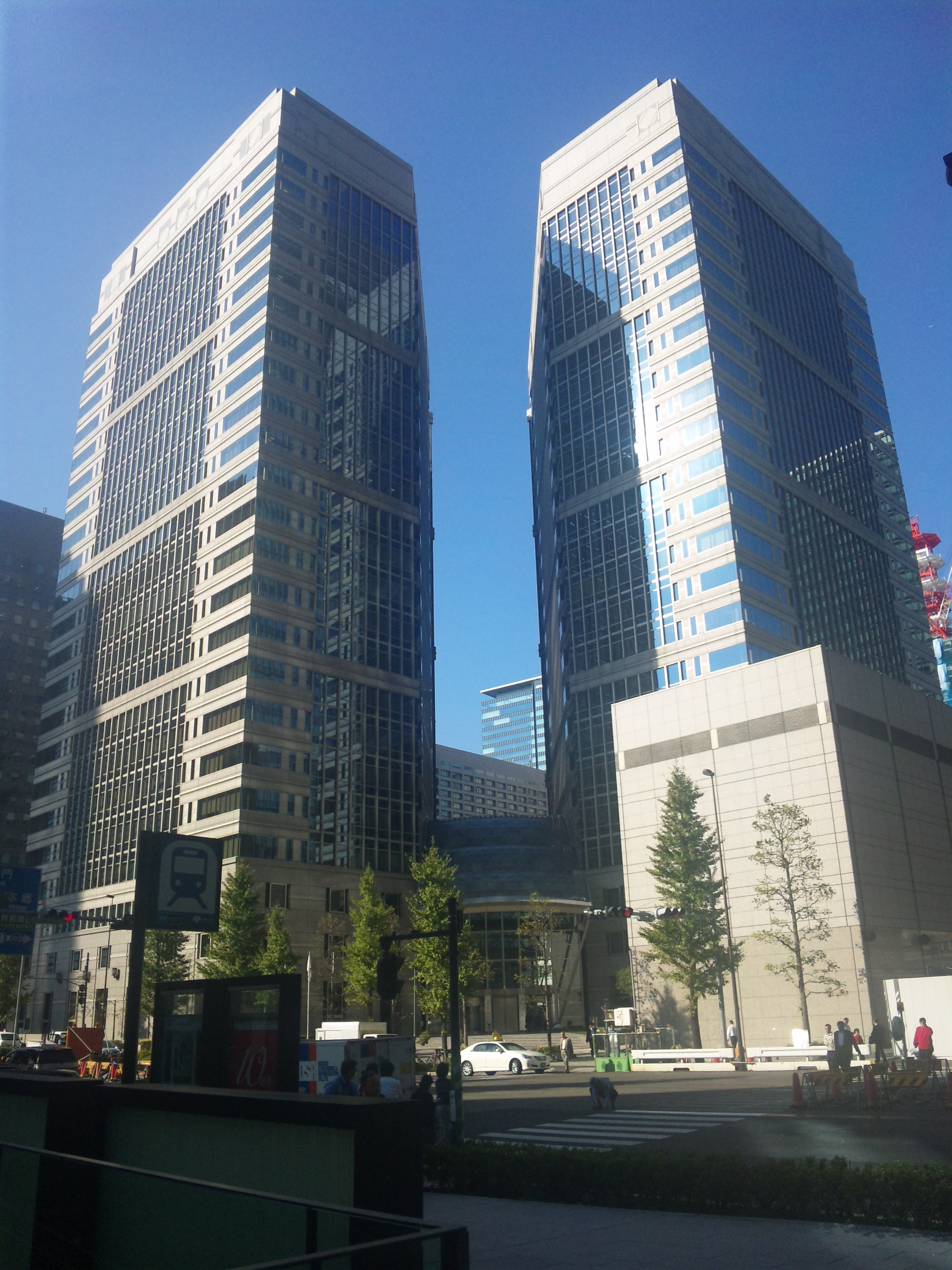
みずほ証券本社
（大手町ファーストスクエア）

系列の証券会社は概ね（旧）みずほ証券・みずほインベスターズ証券に統合され、さらに旧興銀系の新光証券が（旧）みずほ証券と合併することで合意した。ただし、サブプライムローン問題に伴う（旧）みずほ証券の損失のため、合併は度々延期されていたが、2009年5月7日に、法人格上、新光証券が（旧）みずほ証券を吸収する形で、現在のみずほ証券が発足。さらに、2013年1月4日、同社が旧勧銀系のみずほインベスターズ証券を吸収合併した。
興銀の債券部門を源流にもつ日興コーディアルグループがあり、2004年末にはみずほ証券とエクイティ分野などで協働提携、みずほFGが資本参加していた。日興では2006年末に有価証券報告書虚偽記載問題が発覚し、先立って同社と提携関係にあったシティグループによる株式公開買い付けに応じたため、保有する全株式を売却した。これにより、日興とみずほの資本関係は解消されている。その後、日興は三井住友フィナンシャルグループの配下となっている。

### 外国銀行
2005年4月、みずほ信託銀行はバンク・オブ・ニューヨークと投信販売、有価証券管理分野に関する業務提携契約を締結。同じくみずほ銀行が米国東部地盤のワコビア、米国西部地盤のウェルズ・ファーゴと富裕層向け資産管理で提携した（後に、ウェルズ・ファーゴはワコビアを吸収）。
フランスのソシエテ・ジェネラルとは原油デリバティブで、オランダのABNアムロ銀行とは国際CMS（Cash Management System）で業務提携している。

### リース
みずほグループ発足時、旧勧銀系の東京リース、旧第一銀行系のセンチュリー・リーシング・システム（伊藤忠商事なども出資）、旧富士銀系の芙蓉総合リース、旧興銀系の興銀リースがあった。2007年になると、他のメガバンク系列ではリース会社の再編・統合が相次ぎ、三井住友FG系列の三井住友ファイナンス&リース、三菱UFJFG系列の三菱UFJリース（現・三菱HCキャピタル）といった、メガバンク傘下の大規模なリース会社が誕生した。こうした中、みずほグループのリース会社の再編は遅れていたが、2009年4月に旧第一勧銀系の二社が合併し、業界随一の規模を持つ東京センチュリーリース（後に、東京センチュリーに改称）が誕生した。存続会社は、センチュリー・リーシング・システムであり、合併方式は吸収合併ではあるが、「両社対等な精神による合併である」とプレスリリースされていた。
しかしその後のみずほ系のリース会社の再編は遅々として進まず、異なる母体を持つ3社がそれぞれ併存し、なおかつ、いずれの会社も資本的には直接フィナンシャルグループとの関連が薄い状態が続いた。
2019年になると、みずほ銀行と興銀リースは資本・業務提携を締結し、みずほ銀行が増資を引き受けることで、興銀リースはみずほフィナンシャルグループの持分法適用会社になった。また、10月には興銀リースはみずほリースに社名を変更した。一方、みずほ系列では最も規模が大きい東京センチュリーは、2020年2月、伊藤忠商事やNTTからの増資を受け、伊藤忠商事の持分法適用会社となるなど、逆にみずほグループからの遠心力を働かせている。残る芙蓉総合リースも、みずほグループとは一定の距離を置き続けており、2023年現在でもなお、みずほ系列のリース会社は集約されていない状況が続いている。

### 信販、クレジットカード
信販分野で、旧富士銀時代から親密であったクレディセゾンと業務提携している。オリコは2010年9月にはみずほフィナンシャルグループが筆頭株主となり、同グループの持分法適用関連会社となった。みずほ銀行のATMに掲示されている使用可能クレジットカードの表記では、UCカードやクレディセゾンと並び、他のカード会社と比較して大きく表記されている。
消費者金融のテレビCMや広告について「個人的には、ちょっと目に付く」（社長の前田晃伸）と批判。グレーゾーン金利は「明らかに正常ではない」「（みずほに開設された）2,600万口座の既存顧客へのより良いサービス提供が最優先」（同）とコメントしている。2005年度会社説明会でも「シナジー効果の期待できない消費者金融業界との提携は今後も検討するつもりはない」と断言した。このため「みずほ銀行系キャッシング」のようなサービスは存在しない。
グレーゾーン金利撤廃により、オリコは2007年3月期決算で過払い金の返還に備える引当金を大幅に積み増す必要に迫られ、4579億円の赤字に転落することとなった。このため、みずほや伊藤忠商事を引受先とする第三者割当増資を実施、さらにみずほからの借入を株式化し、グループ化される見通し。合わせてみずほと伊藤忠もUCカード事業での提携を発表し、カード分野で新たな事業展開がなされる。

#### クレディセゾンと提携解消へ
みずほ銀行とクレディセゾンは、2004年に結んだ包括提携を2019年10月で解消した。これに伴い、クレディセゾンはみずほFG傘下のUCカードへの31%の出資を引き上げた。また、2007年4月に、クレディセゾンとUCカードの決済・事務処理業務を統合して設立したキュービタスは、会社分割してUCに関わる事業を切り離した。なお、みずほFGとクレディセゾンが関わるみずほマイレージクラブカード事業は続ける。

#### 楽天グループと提携
2024年11月13日、楽天カードとの間で資本業務提携を締結。みずほフィナンシャルグループは同年12月1日に楽天グループから楽天カードの株式14.99%を取得した。また、みずほフィナンシャルグループ並びにその傘下の銀行・カード会社3社は楽天カードと楽天グループとの間で業務提携契約を締結。提携カード「みずほ楽天カード」の発行やアクワイアリングなどの共通業務の効率化を行うことで合意した。

## ギャラリー
- 初代本社所在地の丸の内センタービル
- 二代目本社所在地のみずほ銀行大手町本部ビル
（旧富士銀行本店、2009年に解体）
- 三代目本社所在地の丸の内二丁目ビル（旧三菱重工業東京本社ビル）